# Рим-Син II
Рим-Син II је био владар државе Ларса у древној Месопотамији. Према краћој хронологији владао је од 1678. до 1674. године п. н. е. 

## Владавина
Старовавилонски цар Хамураби осваја државу Ларсу 1763. године п. н. е. (сумерски попис краљева) од владара Рим-Сина I. Наследио га је син Шамсу-Илуна за чије владавине је Рим-Син II покушао да се устанком избори за независност. Устанак је трајао четири године након чега је угушен. Рим-Син II је заробљен и погубљен. 

## Владари Ларсе
| Владар      | Владавина                                    | Коментар                          |
| ----------- | -------------------------------------------- | --------------------------------- |
| Напланум    | око 1961—1940. п. н. е. (Кратка хронологија) | Оснивач династије                 |
| Емикум      | око 1940—1912. п. н. е.                      |                                   |
| Самиум      | око 1912—1877. п. н. е.                      |                                   |
| Забаија     | око 1877—1868. п. н. е.                      |                                   |
| Гунгунум    | око 1868—1841. п. н. е.                      |                                   |
| Абисарих    | око 1841—1830. п. н. е.                      |                                   |
| Суму-Ел     | око 1830—1801. п. н. е.                      |                                   |
| Нур-Адад    | око 1801—1785. п. н. е.                      |                                   |
| Синидин     | око 1785—1778. п. н. е.                      | Нур-Ададов син                    |
| Синаериб    | око 1778—1776. п. н. е.                      |                                   |
| Синикиш     | око 1776—1771. п. н. е.                      | Савременик Замбије од Исина       |
| Цили-Адад   | око 1771—1770. п. н. е.                      |                                   |
| Варад-Син   | око 1770—1758. п. н. е.                      | син Кудурмабуга                   |
| Рим-Син I   | око 1758—1699. п. н. е.                      | син Кудурмабуга                   |
| Хамураби    | око 1699—1686. п. н. е.                      | Под вавилонском влашћу            |
| Шамсу-Илуна | око 1686—1678. п. н. е.                      | Под вавилонском влашћу            |
| Рим-Син II  | око 1678—1674. п. н. е.                      | Погинуо у устанку против Вавилона |